# Luciano Scalioni
Luciano Scalioni Rodrigues ( Belo Horizonte 7 de Fevereiro de 1996) é um DJ e Promoter que promove as noites de Hollywood, Las Vegas, México e Europa.                            
Ele começou a carreira no Brasil como ator e apresentador. Atuou em teatro, televisão, cinema e campanhas.                           
Nos EUA começou a carreira de DJ e de Promoter praticamente ao mesmo tempo.                            
Atualmente é extremamente requisitado nas Noites de Los Angeles para as duas funções.                            
Assim, ele vem assinando Luciano Scalioni  no mundo do entretenimento                            

## Biografia
Nascido em Belo Horizonte, Minas Gerais, Luciano mudou-se aos oito anos de idade para o Rio de Janeiro, onde iniciou sua carreira artística. Sua primeira participação na televisão ocorreu em 2006, quando foi convidado no programa TV Xuxa.
Um ano depois tornou-se apresentador de seu primeiro programa, Fator X, na Rede CNT. 
Após despontar com grande destaque por sua desenvoltura e presença de palco, foi convidado pelo jornalista esportivo Jorge Kajuru para participar do programa TV Kajuru em 2008. Sua estréia no cinema ocorreu em 2009, quando participou do filme A Suprema Felicidade", de Arnaldo Jabor.
Em 2010, Luciano Scalioni foi convidado pela Rede Globo para interpretar o personagem Bruno, da novela Araguaia. O grande sucesso o tornou conhecido em todo o Brasil, e o levou a concorrer ao Prêmio Contigo! de TV na categoria Melhor Ator Infantil. Durante esse período, Luciano realizou trabalhos como modelo, sendo contratado com exclusividade por grifes como Banana Danger e Alquimia, na cidade de São Paulo (2010-2011).
Com o término da novela, o ator começou seus ensaios para a produção "A Christmas Carol", da obra de Charles Dickens (2011-2012). O musical contou com 90 participantes, entre atores e bailarinos, e Luciano protagonizou o rabugento personagem Ebenezer Scrooge. Após a temporada ele foi aos Estados Unidos aprimorar suas técnicas e conhecimentos artísticos.
Luciano terminou o High School no Lycée Français de Los Angeles e resolveu mudar a carreira para música. 
Em 2018 ele despontava como um dos melhores promoter’s de Hollywood.
Mas, foi em 2019 que Luciano realizou seu grande sonho e estreou no Heart Festival de Miami como DJ, assinando apenas Scalioni.
E não parou por aí: Ele participou do Art Basel Festival em Miami em 2020.
Em Janeiro de 2021 o DJ Scalioni lançou  Scared of US ; Itanhanga; e  “ Living for the game” .
São 3 composições que já estão no Spotify contando com mais de 20 mil ouvintes. 
Quando a Boate Hakkasan Las Vegas tomou conhecimento do seleto público que o DJ atrai nas Nights Hollywoodianas, o TAO Group tomou a iniciativa de convidá-lo para tocar ao lado do DJ sul-afriacano Black Coffe no MGM de Las Vegas. 
Luciano Scalioni tocará novamente ao lado de grandes nomes da música eletrônica,como Diplo, Guy Gerber e Seth Troxler, em 2022, tem sua participação confirmada nos festivais de Art Basel, bem como o evento da Hurry Up Slowly e o da Abracadabra, todos nos Estados Unidos.